# Ricardo Vaghi
Ricardo Alfredo Vaghi (Buenos Aires, 5 dicembre 1916 – ...) è stato un calciatore argentino, di origini italiane, di ruolo difensore.

## Caratteristiche tecniche
Difensore, ricoprì il ruolo di centrale difensivo destro nel 2-3-5 e nel 3-2-5. Era molto dotato fisicamente.

## Carriera

### Club
Iniziò la sua carriera molto giovane nell'Almagro, squadra del suo barrio. Passò al River Plate nel 1935, e vinse due titoli nel 1936 e nel 1937; divenne poi titolare fisso negli anni 1940, durante i quali fu uno dei cardini della Máquina, in cui dimostrò le sue qualità come centrale, dando equilibrio alla squadra e conferendo sicurezza al gioco. Tra il 1941 e il 1947 vinse quattro campionati nazionali, venendo impiegato con continuità, e assommò 323 partite. Questo numero di incontri lo pone tra i 10 giocatori con più presenze nella storia della società.

## Palmarès

### Club

#### Competizioni nazionali
- Campionato argentino: 6

River Plate: 1936, 1937, 1941, 1942, 1945, 1947